# 赤藓红
赤藓红（英語：Erythrosine） ，又称食品色素3号（英語：Red No. 3，美國）、食用紅色7號（中華民國）、四碘荧光素，为一种食用色素。常温下，呈红色（或红褐色）颗粒或粉末状。易溶于水，溶于乙醇、丙二醇和甘油。耐热性好。赤藓红染着性良好，特别是对蛋白质具有良好的染着性。

## 归类
在如下编码系统中，其编号如下:
- 美國聯邦食品藥物及化妝品法紅色3號
- 歐盟E編碼 E127（食品紅色14）
- 國際顏色代碼 no. 45430 （酸紅51）

## 安全管制
自1990年以來，美國食品藥物管理局禁止在化妝品、外用药物中使用赤藓红。2025年1月15日，美国食品药物管理局宣布将分别于2027 年 1 月 15 日和 2028 年 1 月 18 日禁止赤藓红在食品和摄入药物中的使用。此外，进口到美国的食品也将必须符合该要求。